# José Limón
José Arcadio Limón (Culiacán, 12 januari 1908 – New York, 2 december 1972) was een Mexicaans danser en choreograaf. Hij verhuisde naar New York in 1928 waar hij studeerde met Doris Humphrey en Charles Weidman. 
De bekendste dans is The Moor's Pavane (1949), gebaseerd op Shakespeares Othello.

## Artistieke grondlegging
In New York kwam Limón snel tot de conclusie dat hij niets van waarde kon maken door te schilderen omdat het medium volgens hem was uitgeleefd. 
Limón was ontgoocheld door zijn fantasie, en bij toeval nam een vriendin hem mee om de danser Harald Kreutzberg te zien presteren. 
Limon was overweldigd. "Plotseling, op het podium, dat op de begrensde impuls van de heldhaftige rapsodie wordt gedragen, gebonden aan een onuitsprekelijk schepsel en zijn partner. Onmiddellijk en onherroepelijk, werd ik getransformeerd. Ik wist met plotselinge onverwachtheid dat ik toen nog niet geleefd had of, dat ik nu... nog ongeboren was geweest, ik niet op deze aarde wilde blijven tenzij ik leerde om te doen wat deze mens deed."
In een vlaag van paniek begon Limón alle soorten dans te bestuderen die hij kon. Hij studeerde met Doris Humphrey en Charles Weidman in hun school Humphrey-Weidman. 
Van Doris Humphrey leerde hij zijn technische basis en van Weidman leerde hij expressie en pantomime. In latere jaren, zou Limón zijn primaire stilistische invloeden aan Isadora Duncan en Harald Kreutzberg toeschrijven. 
Tien jaar nadat hij begon met dansen beleefde Limón de première van Danzas Mexicanas, zijn eerste belangrijke choreografisch werk.
Hij werd opgeroepen voor militaire dienst in april 1943. Tussen 1943 en 1945, toen hij werd ontslagen, choreografeerde hij verscheidene werken voor de Speciale Diensten van het Amerikaanse Leger. Tijdens verlofperiodes keerde hij terug naar New York, om bij Doris Humphrey serieuze choreografie te studeren.

## Het ontstaan van het gezelschap
Na het einde van de Tweede Wereldoorlog stichtte Limón The Limón Company, met Doris Humphrey als eerste artistiek directeur. The Limón Company  was het eerste gezelschap met de mogelijkheid om voor stichter en artistiek directeur verschillende posities te hebben.
De eerste leden waren Pauline Koner, Lucas Hoving, Betty Jones, Ruth Currier en Limón zelf.
In het gezelschap ontwikkelde hij zijn repertoire samen met Doris Humphrey en stelde de beginselen van de Limón-techniek vast. 
The Limón Company was ook het eerste gezelschap dat het overlijden van de stichter overleefde. Het gezelschap bleef bestaan, met behoud van de techniek en het repertoire van Limón-techniek. Ook buiten dit gezelschap bleef de invloed van José Limón aanwezig.

## Choreografie
| jaar | titel                                 |
| ---- | ------------------------------------- |
| 1930 | Etude in D Minor                      |
| 1930 | Bacchanale                            |
| 1930 | Two Preludes                          |
| 1931 | Petite Suite                          |
| 1931 | B Minor Suite                         |
| 1931 | Mazurca                               |
| 1932 | Bach Suite                            |
| 1933 | Canción y Danza                       |
| 1933 | Danza (Prokofiev)                     |
| 1933 | Pièces Froides                        |
| 1933 | Roberta                               |
| 1935 | Three Studies                         |
| 1935 | Nostalgic Fragments                   |
| 1935 | Prelude                               |
| 1936 | Satiric Lament                        |
| 1936 | Hymn                                  |
| 1937 | Danza de la Muerte                    |
| 1937 | Opus for Three and Props              |
| 1939 | Danzas Mexicanas                      |
| 1940 | War Lyrics                            |
| 1941 | Curtain Raiser                        |
| 1941 | This Story Is Legend                  |
| 1941 | Three Inventories on Casey Jones      |
| 1941 | Three Women                           |
| 1941 | Praeludium: Theme and Variations      |
| 1942 | Chaconne                              |
| 1942 | Alley Tune                            |
| 1942 | Mazurca                               |
| 1943 | Western Folk Suite                    |
| 1943 | Fun for the Birds                     |
| 1944 | Deliver the Gods                      |
| 1944 | Hi, Yank                              |
| 1944 | Interlude Dances                      |
| 1944 | Mexilinda                             |
| 1944 | Rosenkavalier Waltz                   |
| 1945 | Concerto Grosso                       |
| 1945 | Eden Tree                             |
| 1945 | Danza (Arcadio)                       |
| 1946 | Masquerade                            |
| 1947 | La Malinche                           |
| 1947 | The Song of Songs                     |
| 1947 | Sonata Opus 4                         |
| 1949 | The Moor's Pavane                     |
| 1950 | The Exiles                            |
| 1950 | Concert                               |
| 1951 | Los Cuatros Soles                     |
| 1951 | Dialogues                             |
| 1951 | Antigona                              |
| 1951 | Tonantizintla                         |
| 1951 | The Queen's Epicedium                 |
| 1951 | Redes                                 |
| 1952 | The Visitation                        |
| 1952 | El Grito                              |
| 1953 | Don Juan Fantasia                     |
| 1954 | Ode to the Dance                      |
| 1954 | The Traitor                           |
| 1955 | Scherzo (Barracuda, Lincoln, Venable) |
| 1955 | Scherzo (Johnson)                     |
| 1955 | Symphony for Strings                  |
| 1956 | There Is a Time                       |
| 1956 | A King's Heart                        |
| 1956 | The Emperor Jones                     |
| 1956 | Rhythmic Study                        |
| 1957 | Blue Roses                            |
| 1958 | Missa Brevis                          |
| 1958 | Serenata                              |
| 1958 | Dances                                |
| 1958 | Mazurkas                              |
| 1959 | Tenebrae 1914                         |
| 1959 | The Apostate                          |
| 1960 | Barren Sceptre                        |
| 1961 | Performance                           |
| 1961 | The Moirai                            |
| 1961 | Sonata for Two Cellos                 |
| 1962 | I, Odysseus                           |
| 1963 | The Demon                             |
| 1963 | Concerto in D Minor After Vivaldi     |
| 1964 | Two Essays for Large Ensemble         |
| 1964 | A Choreographic Offering              |
| 1965 | Variations on a Theme of Paganini     |
| 1965 | My Son, My Enemy                      |
| 1966 | The Winged                            |
| 1967 | Mac Aber's Dance                      |
| 1967 | Psalm                                 |
| 1968 | Comedy                                |
| 1968 | Legend                                |
| 1969 | La Piñata                             |
| 1971 | Revel                                 |
| 1971 | The Unsung                            |
| 1971 | Dances for Isadora                    |
| 1971 | And David Wept                        |
| 1972 | Carlota                               |
| 1972 | Orfeo                                 |
| 1971 | The Winds                             |
| 1986 | Luther                                |
| ?    | The Waldstein Sonata                  |

- Bibliothèque nationale de France: cb133369657 (data)
- Gemeinsame Normdatei: 118945475
- International Standard Name Identifier: 0000 0000 6307 9538
- Library of Congress Control Number: n78079312
- Nationale Bibliotheek van Tsjechië: jam2008472716
- Nationale Bibliotheek van Israël: 987007456324405171
- Nederlandse Thesaurus van Auteursnamen: 143284762
- LIBRIS: 240017
- SNAC: w6765hsg
- Système universitaire de documentation: 108436438
- Virtual International Authority File: 66613120
- WorldCat: E39PBJp9xk47PdRMwCTx3CkxDq